# Sture Thorsson
Sture Hilding Engelbrekt Thorson, född 25 oktober 1895 i Malmö, död 17 april 1979 i Stockholm, var ett svenskt socialråd.
Thorsson var son till fångvårdstjänstemannen Anders Thorsson och Johanna Herlund. Han avlade studentexamen i Malmö 1914 och filosofie kandidat vid Lunds universitet 1917. Han var amanuens och tillförordnad aktuarie i Socialstyrelsen 1917–1920 och bedrev samtidigt juridiska studier vid Stockholms högskola. År 1938 fick han socialråds namn. Han var 1920–1940 verksam i London och Genève inom Internationella arbetsorganisationen. Från 1940 var han ILO:s ombud i de nordiska länderna med placering i Stockholm. Thorson var svenska regeringens delegat eller rådgivare vid internationella arbetskonferenserna i Philadelphia 1944, Paris 1945 och Montreal 1946. Hans insatser medförde bestående resultat och vann erkännande såväl i Sverige som i utlandet, inte minst inom arbetarrörelsen. Thorsson var 1930–1933 generalsekreterare i Föreningen Nordiska folkhögskolan i Genève och var en av initiativtagarna till den skolan, som kom till för att ge skandinavisk ungdom, särskilt arbetarungdom, kunskaper om internationella förhållanden. Thorsson medverkade i olika länders dagspress, i Industrial and Labour Information, International Labour Review med flera handböcker och tidskrifter.
Han var gift med Inga Thorsson och far till Leif Thorsson.